# Días sin huella
Días sin huella (título original en inglés The Lost Weekend) es una película de drama estadounidense de 1945 dirigida por Billy Wilder y producida por Charles Brackett. Estuvo protagonizada por Ray Milland y Jane Wyman. Los actores Phillip Terry y Howard Da Silva interpretaron a los personajes secundarios.
Basada en una novela del mismo nombre de Charles R. Jackson publicada en 1944, y adaptada por Wilder y Brackett, cuenta la historia de un escritor alcohólico que debido a su adicción, perjudica a todo su entorno.
La película es uno de los alegatos cinematográficos más notables y reconocidos contra el alcoholismo. Pertenece a la etapa negra de Wilder, ya que, aunque formalmente sea un drama, cuenta con estructura y elementos más propios del thriller de serie negra.
Fue nominada en siete categorías en los Premios Oscar y ganó cuatro, incluyendo el de Mejor Película y Mejor Actor para Milland. Es una de los tres filmes en obtener la Palma de Oro en el Festival de Cannes y que a su vez se llevaron el Oscar a la mejor película, ya que también están Marty (1955) y Parasite (2019).
En 2011 Días sin huella fue agregada al National Film Registry de la Biblioteca del Congreso de los Estados Unidos como "cultural, histórica o estéticamente significativa".

## Argumento
Don Birman es un escritor dipsomaníaco que no puede vencer sus arrebatos alcohólicos a causa de los cuales se ha convertido en un hombre arruinado física, moral y económicamente, totalmente desprovisto de personalidad. Para lograr dinero que le permita seguir bebiendo es capaz de cometer cualquier acción, llegando incluso a robar a sus amigos, sin excluir a Helen St. James, una hermosa mujer que, enamorada de él, intenta regenerarlo. Don sustrae el abrigo de pieles de Helen y lo lleva a una casa de empeños. Con el dinero obtenido, compra un revólver. A pesar de este lamentable incidente, Helen le sigue ayudando y animando para que escriba una novela que relate su tragedia personal.

## Reparto
- Ray Milland como Don Birnam.
- Jane Wyman como Helen St. James
- Phillip Terry como Wick Birnam.
- Howard Da Silva como Nat.
- Doris Dowling como Gloria.
- Frank Faylen como 'Bim' Nolan, la enfermera.
- Mary Young como Mrs. Deveridge.
- Anita Bolster como Mrs. Foley

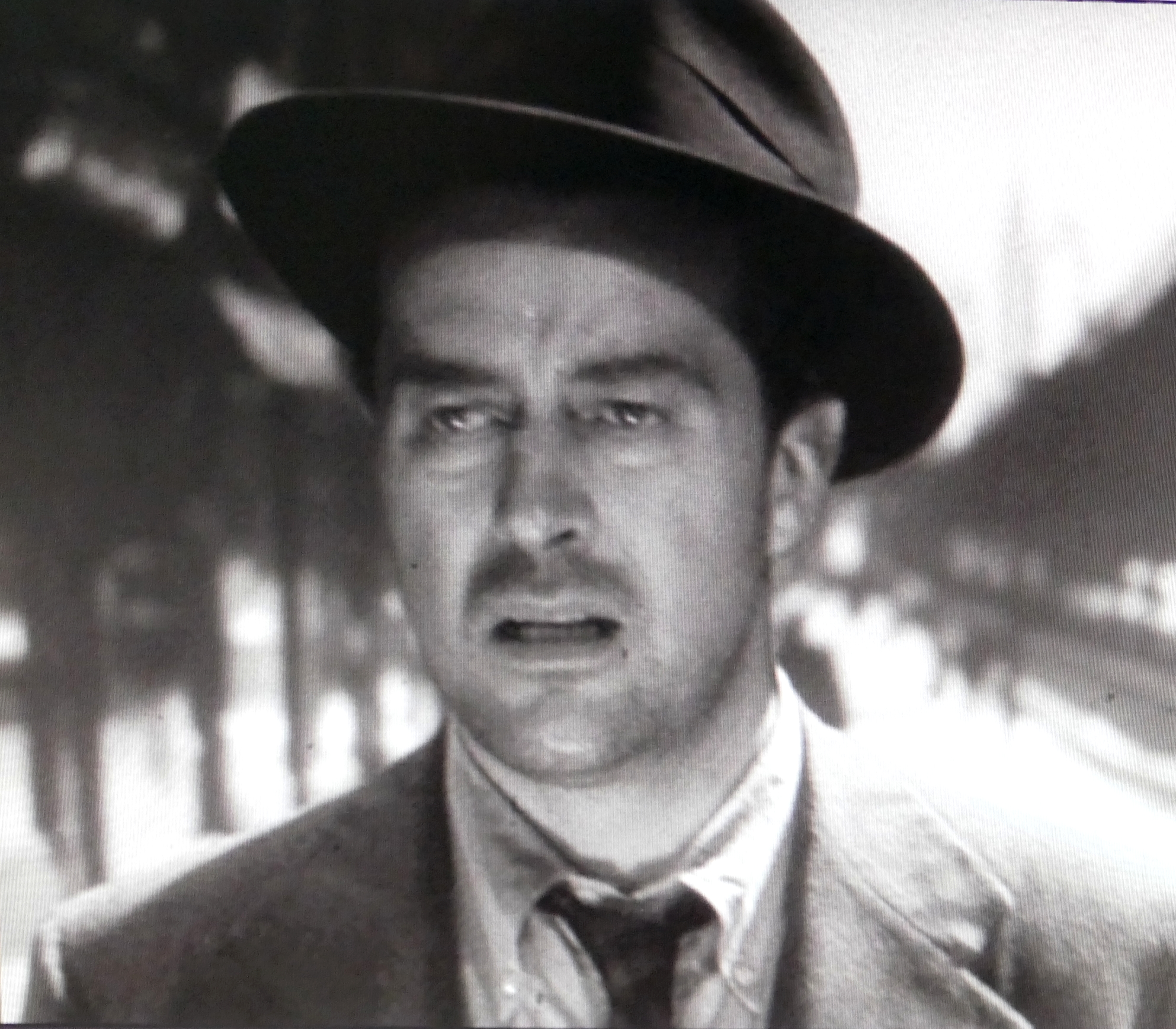
Escena de la película con Don Birnam (Milland) en Third Avenue.

- Lilian Fontaine como Mrs. St. James
- Frank Orth como asistente de la sala de ópera.
- Lewis Russell como Mr. St. James
- Harry Tenbrook como borracho en la sala (sin acreditar).

## Producción y características notables
Wilder se sintió atraído originalmente por este material después de haber trabajado con Raymond Chandler en el guion de Double Indemnity. Chandler era un alcohólico en recuperación en ese momento, y el estrés y la tumultuosa relación con Wilder durante la colaboración lo llevaron a comenzar a beber nuevamente. Wilder hizo la película, en parte, para tratar de explicar a Chandler a sí mismo. 
Billy Wilder originalmente quería a José Ferrer para el papel de Don, pero lo rechazó. La primera opción de Charles Brackett para interpretar a Helen fue Olivia de Havilland , pero estuvo involucrada en una demanda que le impidió estar en cualquier película en ese momento. Se ha dicho que Katharine Hepburn y Jean Arthur también fueron considerados para el papel. 
La mayoría de la película fue filmada en los estudios Paramount en Hollywood. Wilder, sin embargo, insistió en que filmaran parte de la película en la ciudad de Nueva York para crear una clara sensación de realismo. El 1 de octubre de 1944, Wilder y su pequeño equipo comenzaron a filmar en Nueva York, principalmente a lo largo de Third Avenue en el Upper East Side. Para crear aún más una atmósfera realista, Wilder y su equipo implementaron cámaras ocultas, colocándolas detrás de cajas o en la parte trasera de los camiones, y capturando a Milland mientras caminaba entre peatones reales que no sabían que se estaba haciendo una película. La producción también tuvo el permiso sin precedentes para filmar dentro del Hospital Bellevueen la sala de alcohólicos, una solicitud que sería denegada a futuras películas.
En la novela de Charles R. Jackson , el personaje de Don había tenido un incidente homosexual, además el personaje también se veía frustrado por ello. Esto se descartó en la película debido a las fuertes críticas y actitudes homofóbicas de la época.

## Reconocimiento
El National Film Registry dijo que la película era "una mirada intransigente a los efectos devastadores del alcoholismo" y que "combinaba un estilo expresionista de cine negro con realismo documental para sumergir a los espectadores en las desgarradoras experiencias de un aspirante a escritor de Nueva York dispuesto a hacer casi cualquier cosa por un trago".

### Premios Óscar
- La película ganó cuatro premios Óscar con un total de siete nominaciones.

| Categoría                     | Nominado                        | Resultado | Perdió ante:                                                           |
| ----------------------------- | ------------------------------- | --------- | ---------------------------------------------------------------------- |
| Oscar a la mejor película     | Charles Brackett                | Ganador   |                                                                        |
| Oscar a la mejor dirección    | Billy Wilder                    | Ganador   |                                                                        |
| Oscar al mejor actor          | Ray Milland                     | Ganador   |                                                                        |
| Óscar al mejor guion adaptado | Billy Wilder y Charles Brackett | Ganador   |                                                                        |
| Oscar a la mejor fotografía   | John F. Seitz                   | Nominado  | Perdió contra Harry Stradling por The Picture of Dorian Gray           |
| Oscar a la mejor banda sonora | Miklós Rózsa                    | Nominado  | Perdió ante el filme Spellbound, aunque estuvo a cargo del mismo Rózsa |
| Oscar al mejor montaje        | Doane Harrison                  | Nominado  | Perdido ante Robert J. Kern por National Velvet                        |

### Festival de Cannes
Esta película también compartió el Gran Premio del Festival Internacional de Cine de 1946 (Palma de Oro) en el primer Festival de Cine de Cannes y Ray Milland fue galardonado como Mejor Actor. Hasta la fecha, Días sin huella, Marty ( 1955 ), Parasite ( 2019) y Anora (2024) son las únicas cuatro películas que han ganado el Óscar a la mejor película y el premio más alto en el Festival de Cine de Cannes.